# Villa Luxoro
La villa Luxoro è un edificio civile situato nel quartiere di Nervi, in via Mafalda di Savoia, nel comune di Genova. Di proprietà comunale, e ubicato presso i parchi di Nervi, è sede dal 1951 del museo Giannettino Luxoro.

## Storia e descrizione
La villa venne edificata nel 1903 su progetto dell'ingegnere Pietro Luxoro, che s'ispirò alle architetture delle ville e palazzi nobiliari genovesi del XVII-XVIII secolo. Affacciata a picco sul mare, e ubicata nella parte più orientale della zona di Capolungo, fu dimora di villeggiatura della famiglia Luxoro che qui concentrò le varie raccolte artistiche acquisite a partire dalla seconda metà dell'Ottocento.
Fu l'ultimo proprietario della villa Matteo Luxoro a predisporre, per lascito testamentario, la donazione dell'edificio al Comune di Genova nel 1946 con la disposizione di trasformare la precedente dimora della famiglia in un museo pubblico intitolato alla memoria di Giannettino Luxoro, quest'ultimo perito prematuramente durante la prima guerra mondiale.
L'apertura del museo avvenne nel 1951.